# Лауреаты Государственной премии Российской Федерации за 1999 год

## Лауреаты в области литературы и искусства

#### В области литературы
За роман «Андеграунд, или Герой нашего времени», повесть «Кавказский пленный»
- Маканин, Владимир Семёнович, прозаик.

### В области архитектуры
За издание «Русское градостроительное искусство» в 4 томах
- Гуляницкий, Николай Феодосьевич, руководитель авторского коллектива, архитектор (посмертно).
- Бондаренко, Игорь Андреевич, архитектор.
- Щенков, Алексей Серафимович, архитектор.
- Бусева-Давыдова, Ирина Леонидовна, искусствовед.
- Михайлова, Мария Борисовна, искусствовед.
- Щенкова, Ольга Павловна, искусствовед.

За жилой комплекс на улице Удальцова в Москве (Олимпийская деревня для проведения Всемирных юношеских игр 1998 года)
- Миндрул, Святослав Викторович, руководитель авторского коллектива, архитектор.
- Егоров, Александр Витальевич, архитектор.
- Ефимов, Андрей Владимирович, архитектор.
- Зайцев, Александр Александрович, архитектор.
- Колейчук, Вячеслав Фомич, архитектор.
- Кузьмин, Александр Викторович, архитектор.
- Муромский, Александр Иванович, архитектор.
- Петров, Юрий Васильевич, инженер-конструктор.

### В области дизайна
За создание интерьеров Большого концертного зала Республики Татарстан в г. Казани
- Логинов, Виталий Павлович, руководитель авторского коллектива, архитектор.
- Прокофьев, Евгений Иванович, архитектор.
- Абдуллин, Рубин Кабирович, музыкант, технолог.
- Абрамов, Виктор Александрович, инженер-конструктор.

За создание коллекции павловопосадских шалей и платков «Традиция и современность на грани веков»
- Стулов, Владимир Сергеевич, руководитель авторского коллектива, инженер-технолог.
- Дадонова, Ирина Петровна, художник.
- Жукова, Елена Валентиновна, художник.
- Зубрицкий, Виктор Иванович, художник.
- Сотскова, Галина Ивановна, художник.
- Сухаревская, Татьяна Павловна, художник.
- Фадеева, Валерия Борисовна, художник.

### В области изобразительного искусства
За живописные произведения «Николай Рубцов в Ферапонтове», «Мальчик и собака», «Зимнее солнце»
- Браговский, Эдуард Георгиевич, художник.

За цикл скульптур «Природа (эволюция и превращения)»
- Рукавишников, Иулиан Митрофанович, скульптор.

За цикл живописных произведений 1989—1999 годов и роспись храмов Воскресения Христова в г. Тарусе и Малое Вознесение на улице Большой Никитской в Москве
- Старженецкая, Ирина Александровна, художник.

### В области киноискусства
За художественный фильм «Сибирский цирюльник»
- Михалков, Никита Сергеевич, режиссёр-постановщик.
- Ибрагимбеков, Рустам Мамед Ибрагимович, автор сценария.
- Лебешев, Павел Тимофеевич, оператор-постановщик.
- Аронин, Владимир Сахнович, художник-постановщик.
- Иванова, Наталья Юрьевна, художник по костюмам.
- Артемьев, Эдуард Николаевич, композитор.
- Ильин, Владимир Адольфович, исполнитель роли.
- Меньшиков, Олег Евгеньевич, исполнитель роли.
- Петренко, Алексей Васильевич, исполнитель роли.
- Верещагин, Леонид Эмильевич, постановщик фильма, продюсер.

За документальный телевизионный многосерийный фильм «Лёшкин луг»
- Погребной, Алексей Иванович, режиссёр, автор сценария.
- Авдеев, Юрий Дмитриевич, автор сценария.
- Лапухин, Анатолий Афанасьевич.
- Подлевских, Владимир Геннадьевич, оператор.
- Коробейников, Владимир Алексеевич, звукорежиссёр.

### В области музыкального искусства
За концертные программы 1995—1999 годов
- Вирсаладзе, Элисо Константиновна, пианистка.

За цикл спектаклей Пермского государственного академического театра оперы и балета имени П. И. Чайковского «Оперная Пушкиниана»
- Мюнстер, Вадим Германович, дирижёр-постановщик.
- Исаакян, Георгий Георгиевич, режиссёр-постановщик.
- Гриневич, Игорь Борисович, художник-постановщик.
- Васильев, Владимир Валерьянович, хормейстер.

### В области театрального искусства
За спектакль Российского государственного «Театра на Покровке» «Женитьба» по пьесе Н. Гоголя
- Арцибашев, Сергей Николаевич, режиссёр-постановщик.
- Джабраилов, Расми Халидович, исполнитель роли.
- Костолевский, Игорь Матвеевич, исполнитель роли.
- Ненашев, Валерий Валентинович, исполнитель роли.
- Светлова, Валентина Ильинична, исполнительница роли.
- Стародуб, Елена Юрьевна, исполнительница роли.
- Ульянова, Инна Ивановна, исполнительница роли.
- Филиппов, Михаил Иванович, исполнитель роли.
- Чулков, Геннадий Фролович, исполнитель роли.

За спектакли Московского театра юного зрителя «К. И. из „Преступления“» по мотивам романа Ф. М. Достоевского, «Казнь декабристов», «Пушкин. Дуэль. Смерть» К. Гинкаса
- Гинкас, Кама Миронович, режиссёр-постановщик.

За спектакли Российского государственного академического театра драмы имени А. С. Пушкина (Александрийского) «P.S. капельмейстера Иоганеса Крейслера, его автора и их возлюбленной Юлии» (каденции на темы произведений В. А. Моцарта и Э. Т. А. Гофмана) и Государственного драматического театра на Литейном «Лес» по пьесе А. Н. Островского
- Козлов, Григорий Михайлович, режиссёр-постановщик.
- Орлов, Александр Владимирович, художник-постановщик.
- Баргман, Александр Львович, исполнитель главной роли.
- Девотченко, Алексей Валерьевич, исполнитель главной роли.
- Меркурьев, Евгений Петрович, исполнитель главной роли.
- Панина, Наталья Вадимовна, исполнительница главной роли.
- Ткач, Татьяна Дмитриевна, исполнительница главной роли.
- Щуко, Татьяна Владимировна, исполнительница главной роли.

### В области эстрадного искусства
За концертные программы 1995—1999 годов
- Камбурова, Елена Антоновна, певица, художественный руководитель Театра Музыки и Поэзии.

### В области просветительской деятельности
За сохранение и возрождение культурного наследия, творческое развитие музейного дела
- Аксенова, Алиса Ивановна.
- Басс, Аннэта Яковлевна.
- Столетов, Игорь Александрович.

За книгу «От начала начал. Антология шумерской поэзии»
- Афанасьева, Вероника Константиновна.

За международные рождественские фестивали искусств, программы «Весь мир — наш дом», «Театр „Глобус“ — детям-сиротам»
- Богова, Лидия Алексеевна.
- Ерасек, Георгий Вячеславович.
- Някрошюс, Эймунтас.
- Ревякина, Мария Евсеевна.
- Рецептер, Владимир Эммануилович.
- Стуруа, Роберт Робертович.
- Туминас, Римас.

За фестивали «Липецкие театральные встречи», театральные праздники «Мелиховская весна»
- Ильин, Юрий Борисович,
- Макушенко, Вольдемар Александрович,
- Пахомова, Ольга Александровна (Овчинникова, Ольга Александровна),
- Пахомов, Владимир Михайлович,
- Твардовская, Ольга Александровна.

За художественно-публицистический цикл телепередач «Старая квартира»
- Гурвич, Григорий Ефимович (посмертно).
- Кротова, Ольга Владимировна.
- Малкин, Анатолий Григорьевич.
- Прошутинская, Кира Александровна.
- Румянцева, Алла Борисовна.
- Славкин, Виктор Иосифович.
- Шелогуров, Лев Исаевич.

За журнал «Наше наследие»
- Енишерлов, Владимир Петрович.
- Рюмин, Александр Алексеевич.

За развитие художественного направления отечественного телевидения, создание общероссийского государственного телеканала «Культура»
- Лихачёв, Дмитрий Сергеевич (посмертно).
- Паухова, Татьяна Олеговна.
- Швыдкой, Михаил Ефимович.

### За произведения для детей и юношества
- За книгу «Избранное»
  - Заходер, Борис Владимирович, поэт, переводчик.
- За художественное воплощение на киноэкране проблем молодёжи и подростков
  - Приёмыхов, Валерий Михайлович, артист кино, кинорежиссёр, киносценарист.

## Лауреаты в области науки и техники
За цикл работ «Эндоваскулярная хирургия у детей»
- Андронов, Сергей Владимирович, кандидат медицинских наук, старший научный сотрудник Российского государственного медицинского университета.
- Водолазов, Юрий Александрович, доктор медицинских наук, ведущий научный сотрудник.
- Исаков, Юрий Фёдорович, академик Российской академии медицинских наук, заведующий кафедрой.
- Поляев, Юрий Александрович, доктор медицинских наук, заведующий лабораторией.
- Шафранов, Владимир Васильевич, доктор медицинских наук, профессор, — работник того же университета;
- Константинов, Кирилл Владимирович, кандидат медицинских наук, врач-рентгенолог Детской городской клинической больницы № 13 имени Н. Ф. Филатова.
- Лазарев, Владимир Викторович, кандидат медицинских наук, врач-анестезиолог той же больницы;
- Никаноров, Александр Юрьевич, доктор медицинских наук, заведующий отделом Научно-исследовательского института детской гематологии.

За цикл работ «Рациональные аппроксимации аналитических функций»
- Гончар, Андрей Александрович, академик, заведующий отделом Математического института имени В. А. Стеклова Российской академии наук.

За интродукцию, создание новых сортов чая и субтропических культур, эффективное внедрение их в производство в зоне северных субтропиков России
- Воронцов, Валентин Викторович, доктор сельскохозяйственных наук, ведущий научный сотрудник Всероссийского научно-исследовательского института цветоводства и субтропических культур Российской академии сельскохозяйственных наук, руководитель работы.
- Омаров, Магомед Джамалудинович, доктор сельскохозяйственных наук, главный научный сотрудник.
- Сапиев, Аслан Махмудович, кандидат сельскохозяйственных наук, директор.
- Туов, Маджид Тахирович, доктор сельскохозяйственных наук, заведующий отделом, — работник того же института;
- Масленников, Анатолий Алексеевич, кандидат экономических наук, директор акционерного общества закрытого типа «Дагомысчай»;
- Масленцев, Михаил Васильевич, заведующий Адлерским субтропическим госсортоучастком;
- Романенко, Геннадий Алексеевич, академик Российской академии сельскохозяйственных наук, президент Российской академии сельскохозяйственных наук;
- Тарасенко, Валентин Семёнович, кандидат сельскохозяйственных наук, директор Адлерской опытной станции Всероссийского научно-исследовательского института растениеводства имени Н. И. Вавилова Российской академии сельскохозяйственных наук.

За монографию «Методы и объекты сейсмических исследований. Введение в общую сейсмологию»
- Пузырёв, Николай Никитович, академик, советник при дирекции Объединенного института геологии, геофизики и минералогии Сибирского отделения Российской академии наук.

За работу «Сверхлегкие сплавы в авиакосмической технике»
- Фридляндер, Иосиф Наумович, академик, начальник лаборатории государственного предприятия Государственного научного центра Российской Федерации «Всероссийский научно — исследовательский институт авиационных материалов», руководитель работы.
- Грушко, Ольга Евгеньевна, доктор технических наук, главный научный сотрудник.
- Каблов, Евгений Николаевич, член-корреспондент Российской академии наук, генеральный директор.
- Колобнев, Николай Иванович, кандидат технических наук, начальник сектора.
- Сандлер, Владимир Соломонович, кандидат технических наук, ведущий научный сотрудник, — работник того же предприятия;
- Давыдов, Валентин Георгиевич, доктор технических наук, директор открытого акционерного общества «Всероссийский институт легких сплавов»;
- Чертовиков, Владимир Михайлович, директор проекта закрытого акционерного общества «Трастконсалт»;
- Дриц, Михаил Хаймович, доктор технических наук (посмертно).

За разработку и промышленное освоение новой ресурсосберегающей технологии производства литых кобальтсодержащих постоянных магнитов, в том числе монокристаллических
- Белышев, Александр Семёнович, техническому директор открытого акционерного общества "Научно-производственное объединение «Магнетон».
- Беляев, Игорь Васильевич, доктор технических наук, заместитель технического директора.
- Растегаев, Владимир Семёнович, кандидат технических наук, генеральный директор.
- Сидоров, Евгений Васильевич, кандидат технических наук, главный конструктор.
- Фомин, Валерий Владимирович, начальник центральной заводской лаборатории, — работник того же акционерного общества;
- Бурханов, Геннадий Сергеевич, доктор технических наук, заведующий лабораторией Института металлургии и материаловедения имени А. А. Байкова Российской академии наук;
- Лилеев, Алексей Сергеевич, доктор физико-математических наук, заведующий кафедрой Московского государственного института стали и сплавов (технологического университета).
- Пикунов, Михаил Владимирович, доктор технических наук, профессор того же института.

За цикл работ «Реформы и революции в Китае»
- Тихвинский, Сергей Леонидович, академик, советник Российской академии наук, председателю Национального комитета российских историков.

За цикл работ по созданию нового метода исследования периодических групп, позволившего решить ряд известных проблем алгебры, не поддававшихся решению длительное время
- Адян, Сергей Иванович, член-корреспондент Российской академии наук, заведующий отделом Математического института имени В. А. Стеклова Российской академии наук;
- Новиков, Пётр Сергеевич, академик (посмертно).

За цикл работ по исследованию арбовирусов и арбовирусных инфекций на территории России и государств-участников Содружества Независимых Государств
- Львов, Дмитрий Константинович, академик Российской академии медицинских наук, директор Научно-исследовательского института вирусологии имени Д. И. Ивановского Российской академии медицинских наук, руководитель работы.
- Бутенко, Александр Михайлович, доктор биологических наук, руководитель отдела.
- Гайдамович, София Яновна, доктор медицинских наук, ведущий научный сотрудник.
- Громашевский, Валентин Львович, кандидат биологических наук, ведущий научный сотрудник.
- Дерябин, Пётр Григорьевич, доктор медицинских наук, заместитель директора.
- Клименко, Сергей Минович, академик Российской академии медицинских наук, заместитель директора.
- Колобухина, Людмила Васильевна, доктор медицинских наук, руководитель отделения, — работник того же института;
- Львов, Сергей Дмитриевич, доктор медицинских наук, заместитель руководителя отдела представительства компании «Пастер Мерье Коннот» в России и государствах-участниках Содружества Независимых Государств.

За разработку и внедрение семейства сверхлегких многоцелевых самолётов
- Матвеенко, Александр Макарович, член-корреспондент Российской академии наук, ректор Московского государственного авиационного института (технического университета).
- Горюнов, Николай Петрович, заместитель главного конструктора отраслевого специального конструкторского бюро экспериментального самолетостроения.
- Демин, Вадим Юрьевич, заместитель главного конструктора.
- Фейгенбаум, Виктор Моисеевич, кандидат технических наук, заместитель главного конструктора, — работник того же конструкторского бюро.
- Огаджанов, Пётр Петрович, директор экспериментального опытного завода, — работник того же института;
- Немов, Григорий Михайлович, генеральный директор государственного унитарного предприятия "Московское авиационное производственное объединение «МиГ».
- Чуканцев, Олег Петрович, заместитель технического директора того же предприятия.
- Жидовецкий, Казимир Михайлович, кандидат технических наук (посмертно).

За создание на базе космических технологий комплекса средств протезирования нижних конечностей инвалидов, соответствующего мировому уровню, и его широкое внедрение в практику протезирования
- Семёнов, Юрий Павлович, член-корреспондент Российской академии наук, президент, генеральный конструктор открытого акционерного общества «Ракетно-космическая корпорация „Энергия“ имени С. П. Королёва», руководитель работы.
- Легостаев, Виктор Павлович, член-корреспондент Российской академии наук, вице-президент корпорации, первый заместитель генерального конструктора.
- Головин, Владимир Степанович, кандидат технических наук, начальник отделения головного конструкторского бюро.
- Ефремов, Игорь Сергеевич, кандидат технических наук, заместитель генерального конструктора.
- Лабутин, Юрий Михайлович, главный специалист, работник того же конструкторского бюро.
- Стрекалов, Александр Фёдорович, кандидат технических наук, первый вице-президент корпорации, директор завода экспериментального машиностроения, — работник того же акционерного общества;
- Иванов, Александр Михайлович, кандидат медицинских наук, директор Центрального научно-исследовательского института протезирования и протезостроения;
- Соболев, Сергей Ефимович, начальник федерального государственного учреждения «Главное управление протезно-ортопедической помощи населению».

За работу «Производные олигонуклеотидов — биологически активные вещества и инструменты исследования белково-нуклеиновых взаимодействий»
- Веньяминова, Алия Гусейн кызы, кандидат химических наук, ведущий научный сотрудник Новосибирского института биоорганической химии Сибирского отделения Российской академии наук.
- Власов, Валентин Викторович, член-корреспондент Российской академии наук, директор.
- Грайфер, Дмитрий Маратович, доктор химических наук, старший научный сотрудник.
- Зарытова, Валентина Филипповна, доктор химических наук, заведующая лабораторией.
- Иванова, Евгения Михайловна, кандидат химических наук, старший научный сотрудник.
- Карпова, Галина Георгиевна, доктор химических наук, заведующая лабораторией.
- Невинский, Георгий Александрович, доктор химических наук, заведующий лабораторией.
- Якубов, Леонид Анатольевич, кандидат биологических наук, старший научный сотрудник, работник того же института.

За цикл работ «Метастабильные состояния жидкости: фундаментальные исследования и приложения к энергетике»
- Скрипов, Владимир Павлович, академик, советник Российской академии наук, руководитель работы.
- Байдаков, Владимир Георгиевич, доктор физико-математических наук, заместитель директора Института теплофизики Уральского отделения Российской академии наук.
- Ермаков, Герман Викторович, доктор физико-математических наук, заведующий лабораторией.
- Коверда, Владимир Петрович, член-корреспондент Российской академии наук, директор.
- Майданик, Юрий Фольевич, доктор технических наук, заведующий лабораторией.
- Павлов, Павел Алексеевич, доктор физико-математических наук, заведующий лабораторией, работник того же института;
- Чуканов, Виктор Николаевич, доктор физико-математических наук, директор Института промышленной экологии Уральского отделения Российской академии наук;
- Синицын, Евгений Николаевич, доктор физико-математических наук (посмертно).

За открытие и исследование явления лазерного горения и непрерывного оптического разряда
- Бункин, Фёдор Васильевич, академик, директор Научного центра волновых исследований Института общей физики Российской академии наук.
- Конов, Виталий Иванович, доктор физико-математических наук, заместитель директора Центра естественно-научных исследований.
- Фёдоров, Вадим Борисович, доктор физико-математических наук, заведующий отделом, — работник того же института;
- Генералов, Николай Алексеевич, член-корреспондент Российской академии наук, заместитель директора Института проблем механики Российской академии наук.
- Козлов, Геннадий Иванович, доктор физико-математических наук, главный научный сотрудник.
- Райзер, Юрий Петрович, доктор физико-математических наук, заведующий лабораторией, работник того же института.

За создание и промышленное внедрение новых высокоэффективных технологий разработки месторождений вязких нефтей в сложных геологических формациях
- Кудинов, Валентин Иванович, доктор технических наук, заведующий кафедрой Удмуртского государственного университета, руководитель работы;
- Богомольный, Евгений Исаакович, генеральный директор открытого акционерного общества «Удмуртнефть».
- Шмелев, Владимир Андреевич, первый заместитель генерального директора того же акционерного общества;
- Дацик, Михаил Иванович, главный геолог — заместитель генерального директора открытого акционерного общества «Удмуртская нефтяная компания»;
- Желтов, Юрий Васильевич, доктор технических наук, советник президента открытого акционерного общества "Научно-технологическая компания "Российский межотраслевой научно-технический комплекс «Нефтеотдача»;
- Зубов, Николай Васильевич, кандидат физико-математических наук, заведующий лабораторией Удмуртского научно-исследовательского и проектного института «УдмуртНИПИнефть».
- Сучков, Борис Михайлович, доктор технических наук, директор того же института;
- Колбиков, Валентин Сергеевич, кандидат технических наук, заведующий лабораторией открытого акционерного общества «Российский научно-исследовательский и проектный институт по термическим методам добычи нефти».

За цикл трудов «Древнейшая история и культура Месопотамии VIII—IV тысячелетия до н. э. (Вклад российской науки в изучение Древней Месопотамии)»
- Бадер, Николай Оттович, доктор исторических наук, ведущий научный сотрудник Института археологии Российской академии наук.
- Мерперт, Николай Яковлевич, доктор исторических наук, главный научный сотрудник.
- Мунчаев, Рауф Магомедович, доктор исторических наук, директор, работник того же института.

За работу «Оптическая когерентная томография. Физические основы и приложения»
- Геликонов, Валентин Михайлович, кандидат физико-математических наук, ведущий научный сотрудник Института прикладной физики Российской академии наук.
- Геликонов, Григорий Валентинович, научный сотрудник.
- Долин, Лев Сергеевич, кандидат физико-математических наук, заведующий отделом.
- Сергеев, Александр Михайлович, кандидат физико-математических наук, заведующий отделом.
- Фельдштейн, Феликс Исаакович, кандидат физико-математических наук, заведующий лабораторией, работник того же института;
- Гладкова, Наталья Дорофеевна, доктор медицинских наук, ведущий научный сотрудник Нижегородской государственной медицинской академии.
- Шахова, Наталия Михайловна, кандидат медицинских наук, ассистент той же академии.

За работу «Взрывное генерирование сверхсильных магнитных полей и проведение исследований по физике твердого тела в магнитных полях 10 МГауссного диапазона»
- Быков, Александр Иванович, начальник лаборатории Российского федерального ядерного центра Всероссийского научно-исследовательского института экспериментальной физики.
- Долотенко, Михаил Иванович, кандидат физико-математических наук, ведущий научный сотрудник.
- Карпиков, Анатолий Андреевич, старший научный сотрудник.
- Колокольчиков, Николай Павлович, старший научный сотрудник.
- Платонов, Вадим Васильевич, кандидат физико-математических наук, старший научный сотрудник.
- Таценко, Ольга Михайловна, кандидат физико-математических наук, ведущий научный сотрудник.
- Харламов, Михаил Матвеевич, главный инженер, работник того же института;
- Павловский, Александр Иванович, академик (посмертно).

За цикл работ по теоретическому обоснованию оптимальных условий репаративной регенерации опорных органов и тканей
- Лаврищева, Галина Ивановна, доктор медицинских наук, бывший руководитель лаборатории Центрального научно-исследовательского института травматологии и ортопедии имени Н. Н. Приорова.
- Михайлова, Лидия Николаевна, доктор биологических наук, научный сотрудник.
- Оганесян, Оганес Варданович, доктор медицинских наук, руководитель клиники, — работник того же института;
- Барабаш, Анатолий Петрович, доктор медицинских наук, директор Научно-исследовательского института травматологии и ортопедии Научного центра реконструктивной и восстановительной хирургии Восточно-Сибирского научного центра Сибирского отделения Российской академии медицинских наук;
- Оноприенко, Геннадий Алексеевич, член-корреспондент Российской академии медицинских наук, директор Московского областного научно-исследовательского клинического института имени М. Ф. Владимирского.

За цикл работ «Принципы структурной организации белков и их применение к конструированию новых белковых молекул: теория и эксперимент»
- Долгих, Дмитрий Александрович, доктор биологических наук, старший научный сотрудник Института биоорганической химии имени М. М. Шемякина и Ю. А. Овчинникова Российской академии наук.
- Кирпичников, Михаил Петрович, академик, главный научный сотрудник того же института;
- Финкельштейн, Алексей Витальевич, доктор физико-математических наук, ведущий научный сотрудник Института белка Российской академии наук;
- Птицын, Олег Борисович, доктор физико-математических наук (посмертно).

За создание системы геодезических параметров Земли для обороны страны и гражданского использования
- Бойков, Владимир Васильевич, доктор технических наук, бывший начальник управления 29 Научно-исследовательского института Министерства обороны Российской Федерации.
- Галазин, Виктор Фёдорович, кандидат технических наук, ведущий научный сотрудник.
- Каплан, Борис Львович, кандидат технических наук, старший научный сотрудник.
- Максимов, Валерий Георгиевич, кандидат технических наук, главный научный сотрудник, работник того же института;
- Лебедев, Михаил Григорьевич, начальник Координационного научно — информационного центра Министерства обороны Российской Федерации;
- Петров, Николай Владимирович), начальник отдела управления Генерального штаба Вооруженных Сил Российской Федерации;
- Сидорова-Бирюкова, Татьяна Леонидовна, геодезист первой категории войсковой части 63708;
- Пеллинен, Леонард Павлович, доктор технических наук (посмертно).

За разработку научных и технологических основ проектирования пищи, создание и освоение нового поколения продуктов общего, профилактического и лечебного питания
- Рогов, Иосиф Александрович, академик Российской академии сельскохозяйственных наук, ректор Московского государственного университета прикладной биотехнологии, руководитель работы.
- Митасева, Людмила Филипповна, кандидат технических наук, руководитель отдела.
- Титов, Евгений Иванович, кандидат технических наук, проректор.
- Токаев, Энвер Саидович, доктор технических наук, заведующий лабораторией, работник того же университета;
- Ковалёв, Юрий Иванович, доктор технических наук, генеральный директор общества с ограниченной ответственностью "Мясоперерабатывающий завод «КампоМос»;
- Липатов, Никита Николаевич, академик Российской академии сельскохозяйственных наук, директор Научно-исследовательского института детского питания Российской академии сельскохозяйственных наук;
- Лисицын, Андрей Борисович, член-корреспондент Российской академии сельскохозяйственных наук, директор Всероссийского научно-исследовательского института мясной промышленности Российской академии сельскохозяйственных наук;
- Мамиконян, Мушег Лорисович, кандидат технических наук, председателю правления Мясного союза России.

За разработку научно-практических основ, создание и внедрение экологически безопасных высокопроизводительных радиационно-технологических установок для радиационной обработки изделий и материалов
- Мищенко, Александр Васильевич, кандидат технических наук, начальник отделения Московского радиотехнического института Российской академии наук.
- Пироженко, Виталий Михайлович, кандидат технических наук, начальник отдела.
- Шаповалов, Александр Иванович, начальник сектора, — работник того же института;
- Генералова, Валентина Васильевна, доктор технических наук, начальник лаборатории государственного предприятия «Всероссийский научно-исследовательский институт физико-технических и радиотехнических измерений»;
- Даниленко, Андрей Леонидович, заместитель директора — руководитель направления Межведомственного аналитического центра при Министерстве экономики Российской Федерации;
- Королёв, Александр Николаевич, кандидат технических наук, генеральный директор государственного научно-производственного предприятия «Исток».
- Симонов, Карл Георгиевич, доктор технических наук, начальник лаборатории того же предприятия;
- Кузнецов, Александр Сергеевич, директор производства медицинских изделий открытого акционерного общества «Тушинский машиностроительный завод».

За работу «Сорта клевера нового поколения — основа устойчивого кормопроизводства и биологизации земледелия Нечернозёмной зоны России»
- Новоселова, Анна Сергеевна, доктор сельскохозяйственных наук, главный научный сотрудник Всероссийского научно-исследовательского института кормов имени В. Р. Вильямса Российской академии сельскохозяйственных наук, руководитель работы.
- Михайличенко, Борис Петрович, академик Российской академии сельскохозяйственных наук, директор.
- Новоселов, Михаил Юрьевич, кандидат сельскохозяйственных наук, заведующий отделом.
- Переправо, Николай Иванович, кандидат сельскохозяйственных наук, заместитель директора, — работник того же института;
- Киселёв, Николай Петрович, кандидат экономических наук, заместитель генерального директора научно-производственного объединения «Луч» Научно-исследовательского института сельского хозяйства Северо-Востока имени Н. В. Рудницкого Российской академии сельскохозяйственных наук.
- Никифорова, Екатерина Васильевна, кандидат сельскохозяйственных наук, заведующая лабораторией.
- Тумасова, Маргарита Ивановна, кандидат сельскохозяйственных наук, заведующая отделом, — работник того же института;
- Малашенко, Владимир Сергеевич, кандидат сельскохозяйственных наук (посмертно).

За цикл работ по теории разностных схем
- Самарский, Александр Андреевич, академик, советник Российской академии наук.

За цикл работ «Мировые, региональные и российские тенденции преступности XX века»
- Лунеев, Виктор Васильевич, доктор юридических наук, заведующий сектором Института государства и права Российской академии наук.

За цикл работ по созданию теории и методов расчета оптических молекулярных спектров и разработку экспертной системы для идентификации и анализа сложных соединений
- Грибов, Лев Александрович, член-корреспондент Российской академии наук, заместитель директора Института геохимии и аналитической химии имени В. И. Вернадского Российской академии наук, руководитель работы.
- Баранов, Виктор Иванович, доктор физико-математических наук, ведущий научный сотрудник.
- Дементьев, Василий Александрович, доктор физико-математических наук, ведущий научный сотрудник, — работник того же института;
- Эляшберг, Михаил Евхононович, доктор химических наук, заведующий лабораторией открытого акционерного общества «Всероссийский научно-исследовательский институт органического синтеза».

За работу по возрождению исторической части города Чебоксары
- Фёдоров, Николай Васильевич, кандидат юридических наук, Президент Чувашской Республики, руководитель работы;
- Игумнов, Анатолий Александрович, главе администрации города Чебоксары;
- Караваев, Олег Петрович, директор Государственного головного проектного института гражданского строительства, планировки и застройки городских и сельских поселений Чувашской Республики «Чувашгражданпроект».
- Новосёлов, Юрий Михайлович, начальник мастерской того же института;
- Кедров, Владимир Викторович, архиепископ Чебоксарский и Чувашский;
- Мурзаков, Меркурий Петрович, машинист специализированного управления № 5 акционерного общества по строительству дорог, инженерных сетей и сооружений «Дорисс».
- Рощин, Игорь Валентинович, генеральный директор того же акционерного общества;
- Хихлуха, Лев Васильевич, главный архитектор закрытого акционерного общества «ВЕЛЮКС РОССИЯ».

За разработку и внедрение комплекса новых научно-технических решений и технологий для сооружения нулевого цикла нефтегазовых объектов в сложных условиях Западной Сибири
- Холмогоров, Анатолий Парфильевич, доктор технических наук, генеральный директор открытого акционерного общества «Научно-исследовательский и проектно-технологический институт по инженерной подготовке строительства объектов нефтяной и газовой промышленности».
- Буряк, Владимир Николаевич, директор филиала «Инжпромстройпроект».
- Штефан, Юрий Михайлович, директор филиала «Термоавтоматика», — работник того же акционерного общества;
- Касьянов, Александр Ефимович, генеральный директор открытого акционерного общества «Спецнефтегазстрой»;
- Рокецкий, Леонид Юлианович, доктор технических наук, губернатор Тюменской области;
- Соболев, Игорь Владимирович, ведущий инженер закрытого акционерного общества «Сибпромстрой»;
- Чижевский, Михаил Владимирович, кандидат технических наук, президент товарищества с ограниченной ответственностью «Инжстройэкология»;
- Чикишев, Виктор Моисеевич, кандидат технических наук, заместитель губернатора — начальник главного управления строительства администрации Тюменской области.

За разработку и внедрение в клиническую практику комбинированных методов лечения остеогенной саркомы
- Трапезников, Николай Николаевич, академик Российской академии наук и Российской академии медицинских наук, директор Российского онкологического научного центра имени Н. Н. Блохина Российской академии медицинских наук, руководитель работы.
- Алиев, Мамед Джавадович, доктор медицинских наук, ведущий научный сотрудник.
- Дурнов, Лев Абрамович, академик Российской академии медицинских наук, заместитель директора центра — директор научно-исследовательского института детской онкологии и гематологии.
- Кушлинский, Николай Евгеньевич, член-корреспондент Российской академии медицинских наук, заведующий лабораторией.
- Синюков, Павел Александрович, доктор медицинских наук, ведущий научный сотрудник.
- Соловьёв, Юрий Николаевич, академик Российской академии медицинских наук, главный научный сотрудник, — работник того же центра;
- Бурдыгин, Виктор Николаевич, доктор медицинских наук, заведующий отделением Центрального научно-исследовательского института травматологии и ортопедии имени Н. Н. Приорова.
- Зацепин, Сергей Тимофеевич, доктор медицинских наук, профессор — консультант того же института.

#### За работы по оборонной тематике
За работу «Новые методы прогнозирования развития телекоммуникаций и их применение в отрасли „Связь Российской Федерации“»
- Булгак, Владимир Борисович, доктор экономических наук, член коллегии представителей Российской Федерации в акционерном обществе «Связьинвест»;
- Варакин, Леонид Егорович, доктор технических наук, генеральный директор Центрального научно-исследовательского института связи.
- Москвитин, Вадим Дмитриевич, кандидат технических наук, заведующий лабораторией того же института;
- Каледина, Нина Николаевна, заместитель начальника отдела открытого акционерного общества «Гипросвязь»;
- Шамаева, Любовь Фёдоровна, заведующая службой отдела генеральной дирекции открытого акционерного общества «Ростелеком».

За создание высокоэффективных технологических процессов и оборудования мирового уровня по производству подшипников качения для обеспечения оборонных и гражданских отраслей
- Дзанашвили, Гурами Форевич, доктор технических наук, первый вице-президент межреспубликанского концерна «Подшипник», руководитель работы;
- Володин, Алексей Михайлович, генеральный директор акционерного общества открытого типа "Тяжпрессмаш";
- Кузин, Семён Леонидович, генеральный директор общества с ограниченной ответственностью «ЦеСТА»;
- Носов, Валерий Борисович, доктор технических наук, генеральный директор московского открытого акционерного общества «Завод имени И. А. Лихачева»;
- Плохих, Геннадий Павлович, генеральный директор акционерного общества открытого типа «Двадцатый подшипниковый завод»;
- Савченко, Олег Владимирович, заместитель генерального директора закрытого акционерного общества «Роскомснаб»;
- Хазов, Михаил Антонович, бывший главный специалист открытого акционерного общества «Центральное проектно-конструкторское бюро кузнечно-прессового машиностроения».
- Винокуров, Николай Васильевич (посмертно).

За комплекс работ, выполненных на орбитальной станции «Мир» по российско-американским программам «Мир — Шаттл» и «Мир — НАСА»
- Коптев, Юрий Николаевич, доктор технических наук, генеральный директор Российского авиационно-космического агентства, руководитель работы;
- Григорьев, Игорь Михайлович (конструктор), начальник отдела контрольно-испытательной станции завода экспериментального машиностроения открытого акционерного общества «Ракетно-космическая корпорация „Энергия“ имени С. П. Королёва».
- Рюмин, Валерий Викторович, директор программы — заместитель генерального конструктора, руководитель научно-технического центра головного конструкторского бюро.
- Самитов, Рашит Махмутович, заместитель начальника отделения — начальник отдела.
- Соловьёв, Владимир Алексеевич, доктор технических наук, заместитель директора программы — начальник отделения, — работник того же конструкторского бюро открытого акционерного общества «Ракетно-космическая корпорация „Энергия“ имени С. П. Королёва»;
- Городничев, Юрий Петрович, главный инженер ракетно-космического завода Государственного космического научно-производственного центра имени М. В. Хруничева.
- Лукашов, Станислав Георгиевич, начальник отдела конструкторского бюро «Салют» того же центра;
- Сусленников, Владислав Владимирович, кандидат технических наук, главный конструктор направления федерального государственного унитарного предприятия «Научно-исследовательский институт точных приборов».